# ロナルド・マクネイア
ロナルド・アーヴィン・マクネイア（Ronald Ervin McNair、1950年10月21日 - 1986年1月28日）は、アフリカ系アメリカ人の物理学者であり、アメリカ航空宇宙局の宇宙飛行士。STS-51-Lのチャレンジャー号爆発事故で死亡した。
マクネイアは1950年10月21日にサウスカロライナ州レイクシティで生まれ、アフリカ系アメリカ人で2人目の宇宙飛行士となった。彼は1971年に、グリーンズボロのノースカロライナAT&T州立大学の物理学科を第2位の成績で卒業した。1976年にマサチューセッツ工科大学から物理学の博士号を得た。
マクネイアはレーザー物理学の分野の研究で知られ、1978年のNASAへの数万通の応募の中から35人の候補に選ばれた。3つの名誉博士号、空手の黒帯を持ち、サキソフォン奏者でもあった。オメガ・プサイ・ファイフラタニティーのメンバーでもある。
1986年1月26日、マクネイアの乗ったチャレンジャー号が大西洋沿岸9マイルの地点で爆発し、他の6名の宇宙飛行士とともに殉職した。

## 死
ケネディ・マサチューセッツ大学を卒業後、マクネイアはカリフォルニア州マリブのヒューズ研究所に物理学者として勤めた。1970年代にNASAが次の宇宙計画のため、少人数の宇宙飛行士の募集を行った。マクネイアは1978年に採用され、1984年2月にミッションスペシャリストとしてチャレンジャーでSTS-41-Bのミッションに参加した。
このミッションに続いて、マクネイアはSTS-51-Lに選ばれ、1986年1月に打ち上げられた。マクネイアはサキソフォン奏者であり、ミッションの前にジャン・ミッシェル・ジャールとともにジャールの新アルバムスペース・ランデヴーの収録曲の製作を行っていた。マクネイアは、宇宙空間でサキソフォンのソロ部分を収録することを計画していた。ジェミニ6号内で、ハーモニカによるジングルベルの演奏が行われた例はあるものの、これは宇宙で収録された初の音楽作品となる予定であった。しかし、打上げ73秒後に固体ロケットブースターが爆発し、乗組員全員が死亡するという事故が起こってしまった。

## 献名など

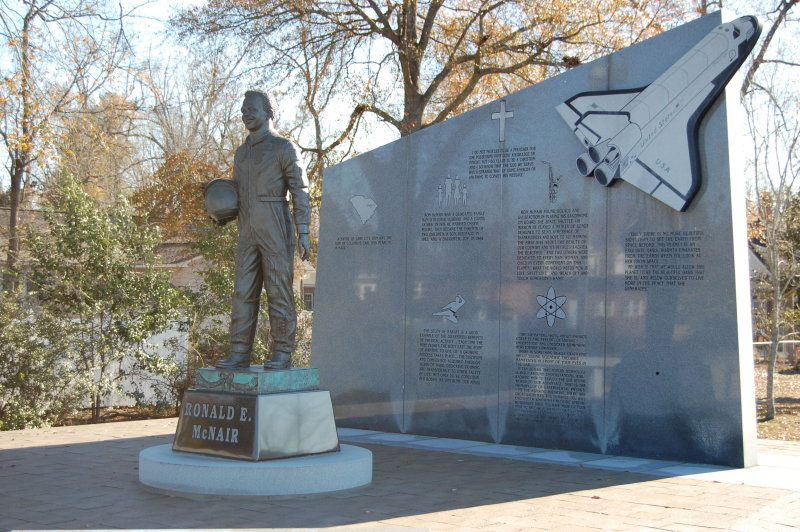
故郷のレイクシティにあるマクネイアの記念碑。

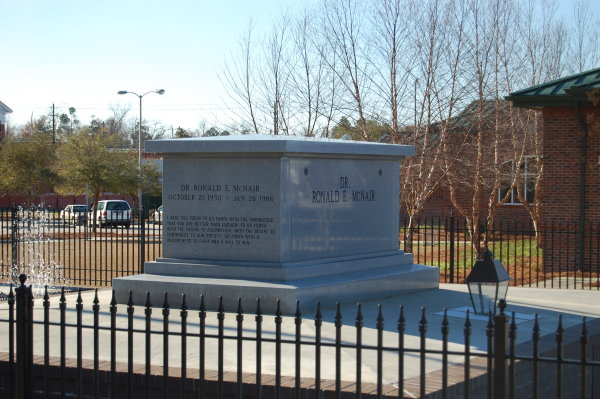
レイクシティにあるマクネイアの墓。

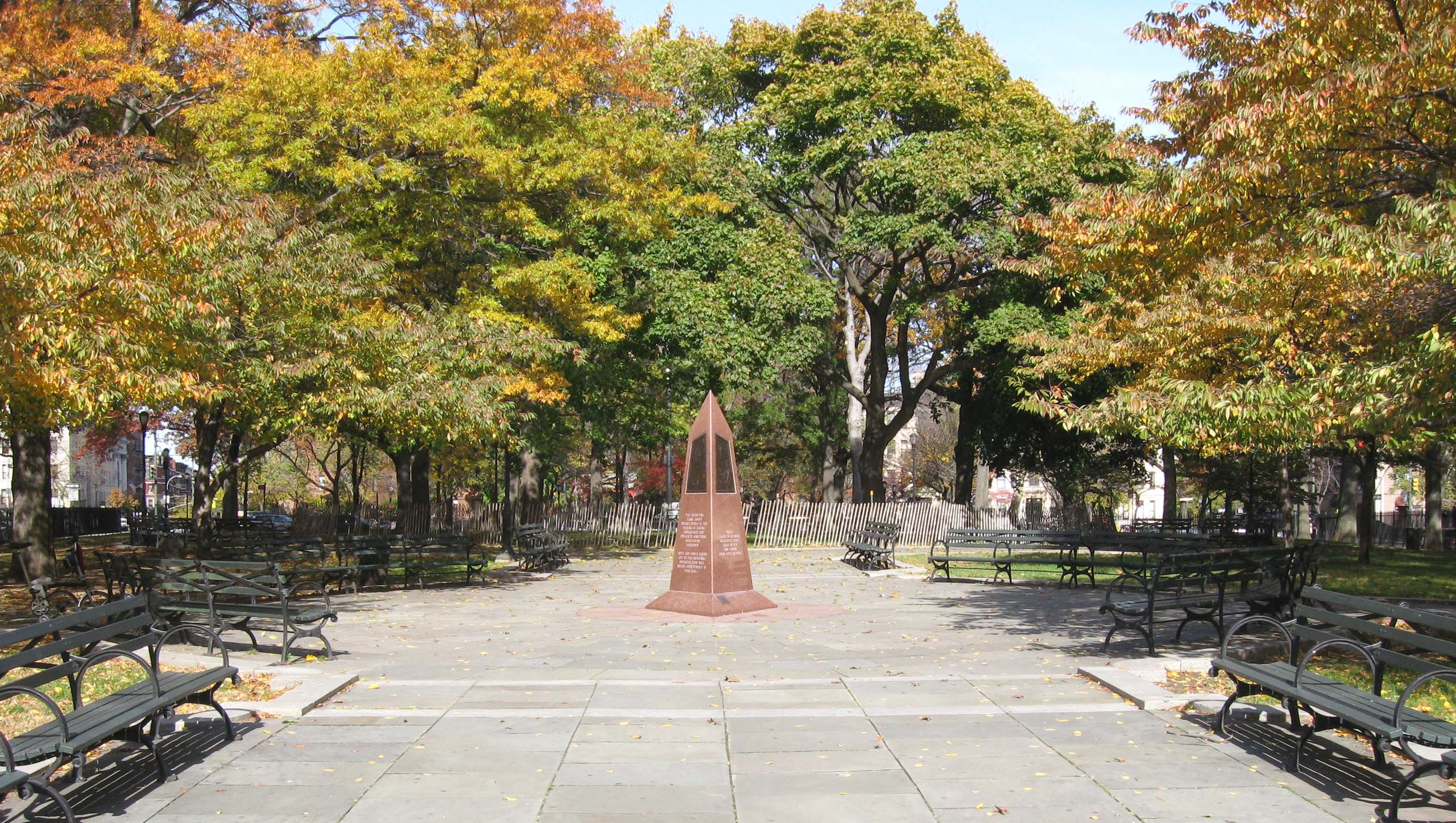
ブルックリンのロナルド・マクネイア公園。

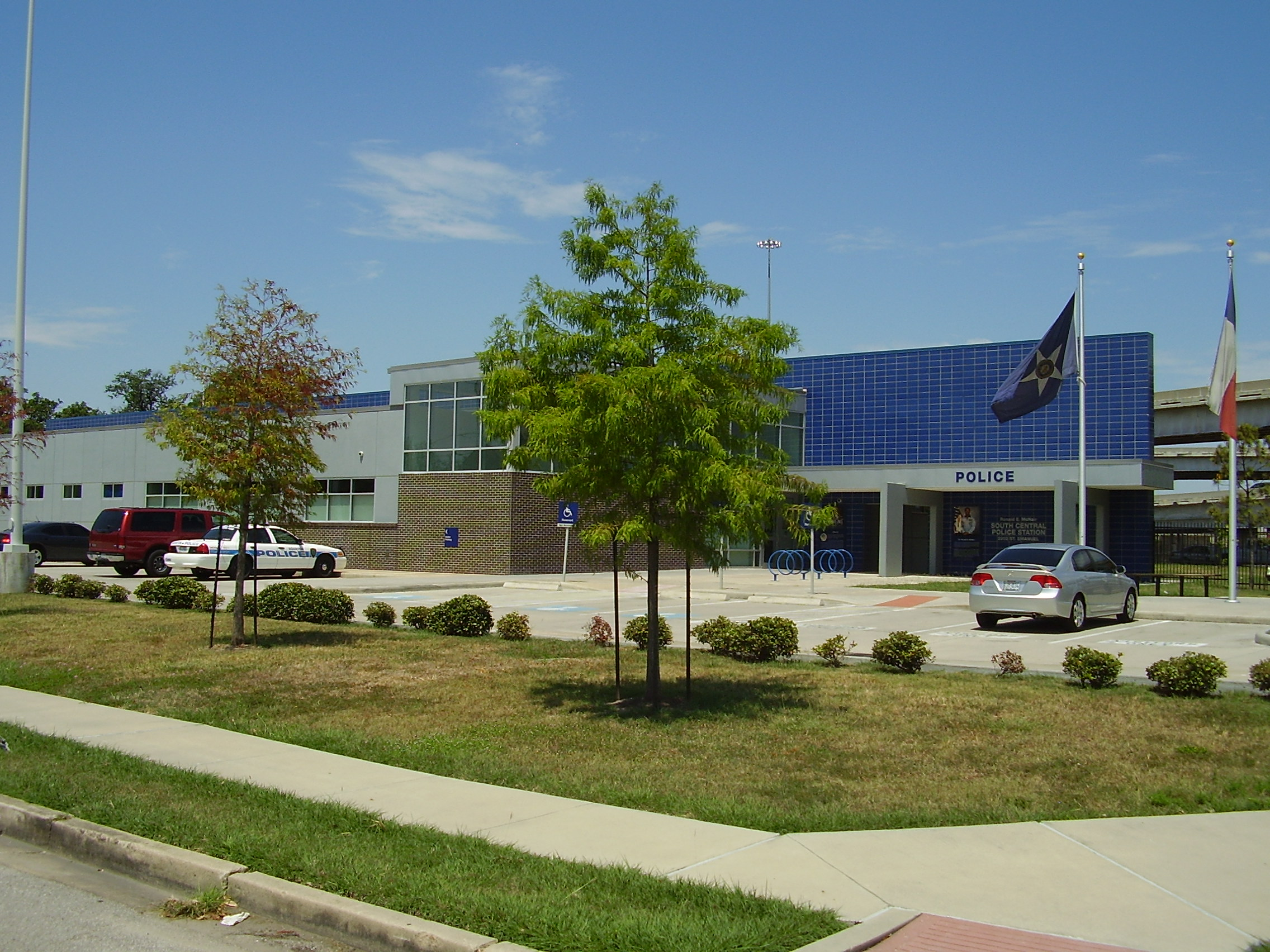
ヒューストンのロナルド・マクネイア中南部警察署。

- マクネイアの名誉を称え、公共の場所等が改名されている
  - ワトソン・チャペル中学校は、R・マクネイア中学校に改名された。
  - サウスカロライナ州レイクシティのロナルド・マクネイア大通り[2]はマクネイアの名前にちなんで名付けられた。近くにはチャレンジャーの事故で亡くなった別の宇宙飛行士の名前がついた通りもある。
  - アメリカ合衆国教育省は収入の低い博士課程の大学院生のためにロナルド・E・マクネイア奨学金を提供している。
  - サウスカロライナ州のフランシス・マリオン大学には、ロナルド・マクネイア数学科学センターが建設された。
  - テキサス州ヒューストンのウィローリッジ高校の建物にマクネイアの名前が付けられた。
  - ニューヨークのブルックリンにはロナルド・マクネイア公園がある[3][4]。
  - ミシシッピ州ジャクソンのプラネタリウムには、ロナルド・E・マクネイアスペースシアターがある。
- その他
  - 小惑星(3354) McNairはマクネイアにちなんで命名された[5]。
  - 月のクレーターマクネイアは、マクネイアの名前にちなんで名付けられた。